# Franco Calabrese
Franco Calabrese (1923 – 1992) fue un bajo, cantante de ópera, de nacionalidad italiana.

## Biografía
Nacido en 1923 en Palermo, Italia, fue profesor de artes escénicas en el Instituto Boccherini de Lucca. Entre sus alumnos figuran artistas como los barítonos Graziano Polidori y Giancarlo Ceccarini, o el bajo Francesco Facini. 
Además de cantante, fue un hábil dibujante y pintor, grabador y creador de marionetas, así como un amante de las antigüedades.
Retirado en el año 1978, Franco Calabrese falleció en Lucca, Italia, en 1992.

## Repertorio y actuaciones
- El elixir de amor, Teatro lirico sperimentale de Spoleto (1948)
- Adriana Lecouvreur, dirección de Umberto Berrettoni, Trieste (1949)
- Las bodas de Fígaro, con Sena Jurinac, Elena Rizzieri, Frances Bible, Jeannette Sinclair, Monica Sinclair, Sesto Bruscantini, Ian Wallace, Hugues Cuénod, Gwyn Griffiths y Daniel Mc Cisham, Glyndebourne (1955);
- El barbero de Sevilla, con Bruscantini, Alberta Valentini y Laura Sarti
- El elixir de amor, Così fan tutte y El matrimonio secreto, dirección de Guido Cantelli, Festival de Johannesburgo (1956).
- El matrimonio secreto, dirección de Nino Sanzogno, con Grazielle Sciutti, Eugenia Ratti, Luis Alva y Carlo Badioli; La sonámbula, con Maria Callas; El elixir de amor y El turco en Italia, con dirección de Gianandrea Gavazzeni, con Ratti, Fiorenza Cossotto, Alva, Fernando Corena y Bruscantini, todas en el King's Theater de Edimburgo
- Adriana Lecouvreur, con Giuseppe di Stefano, Clara Petrella y Giulietta Simionato, dirección de Antonino Votto (1958)
- El conde Ory, El turco en Italia (con Sciutti y Bruscantini), El convidado de piedra, con dirección de Tatiana Pávlova (1958)
- El matrimonio secreto, Teatro Real de la Moneda, en Bruselas, para la Exposición Universal, con Bruscantini, Alva, Sciutti y Fedora Barbieri, y dirección de Nino Sanzogno (1958)
- La Medium, dirección de Gian Carlo Menotti, Teatro de la Ópera de Roma
- Otelo, dirección de Tullio Serafin
- Così fan tutte, dirección de Luchino Visconti, con Gianna Maritati, Gabriella Carturan, Graziella Sciutti, Luigi Alva y Scipio Colombo
- Le trame deluse, Teatro Della Cometa (Roma)
- El matrimonio, de Modest Músorgski, RAI de Roma
- El barbero de Sevilla, Piccola Scala (1960)
- La escala de seda, de Rossini, con Sciutti, Alva, Bruscantini y Angelo Mercuriali (1961)
- Torneo notturno, de Gian Francesco Malipiero
- Così fan tutte, con Lisa Della Casa, Teresa Berganza, Gabriella Sciutti, Luigi Alva y Rolando Panerai 1961)
- Volo di notte, de Luigi Dallapiccola, dirección de Herbert Von Karajan, con Magda Laszlò, Giuliana Matteini, Nama Nardi, Mirto Picchi y Herbert Handt, La Scala (1964).
- Lulú, de Alban Berg, dirección de Bruno Bartoletti, Teatro Comunale de Florencia
- La Bohème, dirección de Franco Zeffirelli, en el Teatro de La Scala, con Mirella Freni y Luciano Pavarotti (1969)
- El barbero de Sevilla, dirección de Claudio Abbado, con Berganza, Alva y Rolando Panerai, La Scala (1969).
- Guerra y paz, de Serguéi Prokófiev, Auditorium RAI de Roma, con Miklos Erdelyi (1970).
- Gianni Schicchi, dirección de Manno Wolf Ferrari, con Maddalena Bonifacio, Anna Di Stasio, Mafalda Masini, Elena Baggiore, Luciano Saldari, Rolando Panerai, Alfredo Mariotti, Graziano Del Vivo y Leonardo Monreale, Teatro Margherita de Génova (1970).
- La bohème, dirección de Nino Sanzogno, Teatro Massimo di Palermo, con Gianna Amato, Edith Martelli, Veriano Luchetti, Gianni Raimondi, Luigi Gibin y Guido Mazzini (1970).
- La bohème, Teatro Massimo de Palermo, dirección de Nino Sanzogno (1971).
- La bohème, Teatro de La Scala, con Plácido Domingo (1971)
- Salomé, con Montserrat Caballé, Teatro Olímpico de Roma, dirección de Zubhin Mehta (1971)
- I due Foscari, de Verdi, Auditorium RAI de Milán, dirección de Maurizio Rinaldi (1971)
- La nariz, de Dmitri Shostakóvich, Teatro de La Scala, dirección de Bruno Bartoletti
- El progreso del libertino, de Ígor Stravinski, dirección de Gianfranco Rivoli, Teatro Nuovo de Turín
- La traviata, Teatro Massimo de Palermo, dirección de Giuseppe Patané, con Renata Scotto
- Electra, de Richard Strauss, dirección de Wolfgang Rennert, Palermo (1973)
- Andrea Chénier, RAI de Milán, dirección deBartoletti, con Celestina Casapietra, Gabriella Carturan, Franco Corelli y Piero Cappuccilli (1973)
- Die Verurteilung des Lukullus, de Paul Dessau, Teatro Lírico de Milán, dirección de Bartoletti, con Herbert Handt (1973)
- El barbero de Sevilla, dirección de Zdenek Macal
- La bohème, dirección de Zeffirelli, con Mirella Freni y Luciano Pavarotti, La Scala (1974).
- Volo di notte, de Luigi Dallapiccola, Teatro Margherita de Génova, con Gabriella Ravazzi (1975).
- Jerusalén, de Verdi, Auditorium RAI de Turín, con Katia Ricciarelli y José Carreras (1975)
- L'hôtellerie portugaise, de Luigi Cherubini, Auditorium Rai de Nápoles, dirección de Alberto Ventura, con Mariella Devia (1975)
- El rey ciervo, de Hans Werner Henze, dirección de Bruno Bartoletti, XXXIX Maggio Musicale Fiorentino
- La bohème, Ópera del Rhin de Estrasburgo, dirección de Jean-Pierre Ponnelle (1977)

## Discografía (selección)
- Tosca,  EMI (1953)
- Las bodas de Fígaro, H.M.V. (1955)
- La traviata, Ópera de Roma, RCA
- La bohème, Auditorium RAI de Roma, con Mirella Freni, Rita Talarico, Luciano Pavarotti, Sesto Bruscantini, Gianni Maffeo y Nicola Ghiuselev, entre otros